# Discografia di Fatboy Slim

## Album in studio
Il numero indica la posizione massima raggiunta nella Official Albums Chart
- 1996 - Better Living Through Chemistry #69
- 1998 - You've Come a Long Way, Baby #1
- 2000 - Halfway Between the Gutter and the Stars #8
- 2004 - Palookaville #14
- 2010 - Here Lies Love (con David Byrne) #76

## Album live
- 1998 - On the Floor at the Boutique
- 2002 - Live on Brighton Beach
- 2002 - Big Beach Boutique II

## Raccolte
- 2006 - The Greatest Hits - Why Try Harder #2
- 2011 - Best of the Bootlegs

## Album di remix
- 2000 - Signature Series Volume 1
- 2000 - The Fatboy Slim/Norman Cook Collection
- 2007 - The Greatest Hits - Remixed

## EP
- 2001 - Halfway Between the Gutter and the Guardian
- 2002 - My Game
- 2002 - Illuminati
- 2002 - Camber Sands
- 2002 - The Pimp

## Singoli
- 1996 Everybody Needs a 303
- 1996 Punk to Funk
- 1997 Going Out of My Head
- 1997 Everybody Needs a 303 (Remix - Everybody Loves a Carnival)
- 1998 The Rockafeller Skank
- 1998 Gangster Tripping
- 1999 Praise You
- 1999 Right Here, Right Now
- 1999 Build It Up - Tear It Down
- 2000 Sunset (Bird of Prey)
- 2001 Demons (feat. Macy Gray)
- 2001 Star 69 / Weapon of Choice
- 2001 Song for Shelter/Ya Mama
- 2001 Drop the Hate
- 2002 Retox
- 2002 Talkin' Bout My Baby
- 2004 Slash Dot Dash
- 2004 Wonderful Night
- 2005 The Joker
- 2005 Don't Let the Man Get You Down
- 2006 That Old Pair of Jeans
- 2006 Champion Sound
- 2007 Radioactivity
- 2007 Seattle
- 2010 Please Don't (con David Byrne feat. Santigold)
- 2010 Machines Can Do the Work (con Hervé)
- 2013 Eat, Sleep, Rave, Repeat (con Riva Starr feat. Beardyman)
- 2023 Praising You (con Rita Ora)

## Discografia con The Housemartins
Album
- 1986 - London 0 Hull 4 #3
- 1987 - The People Who Grinned Themselves to Death #9

## Discografia come Norman Cook
Singoli
- 1989 - Won't Talk About It/Blame It on the Bassline

Raccolte
- 1995 - Southern Fried House
- 1998 - Skip to My Loops
- 2001 - A Break from the Norm
- 2006 - The Ultimate DJ Sample Box (con Paul Oakenfold)

## Discografia con Beats International
Album
- 1990 - Let Them Eat Bingo #17
- 1991 - Excursion on the Version

## Discografia con Freak Power
Album
- 1994 - Drive-Thru Booty #11
- 1996 - More of Everything for Everybody
- 2000 - Turn on, Tune in, Cop Out

## Discografia con Pizzaman
Album
- 1995 - Pizzamania

## Discografia come The Brighton Port Authority
Album
- 2009 - I Think We're Gonna Need a Bigger Boat